# Glenn Strange
George Glenn Strange (* 16. August 1899 in Weed, New Mexico; † 20. September 1973 in Los Angeles) war ein US-amerikanischer Schauspieler, Sänger und Filmkomponist.

## Leben
Glenn Strange kam als Sohn irischer und indianischer Vorfahren zur Welt. Zunächst arbeitete er unter anderem als Landwirt und Polizist und war der Star einer Rodeo-Show, bevor er gemeinsam mit seinem Cousin eine Gesangsgruppe namens Arizona Wranglers gründete, mit der er Ende der 1920er Jahre mit Liedern im Countrystil durch das Land zog. Auf diese Weise machte er die Filmindustrie auf sich aufmerksam. In den 1930er und 1940er Jahren trat er in einer Vielzahl von Westernfilmen als „singender Cowboy“ auf, komponierte dabei viele der von ihm interpretierten Lieder selbst und zeichnete so für eine ganze Reihe von Filmmusiken zumindest teilweise mit verantwortlich.
Seinen ersten Filmauftritt hatte Strange 1930 in einer winzigen Nebenrolle in The Mounted Stranger. Fortan drehte Strange unablässig und war vor allem in Western zu sehen, bis er 1942 in seinen ersten beiden Horrorfilmen auftrat: in einer Statistenrolle in The Mummy’s Tomb (Universal) und in einer Hauptrolle als Werwolf in The Mad Monster (PRC). Das Horrorgenre sollte in den folgenden Jahren einen entscheidenden Einfluss auf seine Karriere haben. Bei PRC war er noch in The Black Raven (1943) und in The Monster Maker (1944) zu sehen, in letzterem Film stellte er den Assistenten eines Frankenstein-ähnlichen Mad Scientist dar.
Da sich der Schauspieler Boris Karloff aus Angst vor einer allzu großen Rollenfestlegung seit 1940 weigerte, seine berühmte Rolle des Ungeheuers in den Frankenstein-Filmen von Universal weiterhin zu spielen, suchte man bei der Filmfirma einen geeigneten Nachfolger für Karloff. Nach Lon Chaney junior (1942) und Bela Lugosi (1943), die die Rolle jeweils einmal verkörpert hatten, fiel die Wahl der Besetzungsabteilung 1944 schließlich auf Strange, nachdem sich der Maskenspezialist Jack P. Pierce, der bereits Karloffs legendäres Make-up geschaffen hatte, für den über 1,90 Meter großen Strange starkgemacht hatte. In drei großen Universal-Horrorfilmen übernahm Strange die Rolle des Frankenstein-Ungeheuers, nämlich in House of Frankenstein (Frankensteins Haus, 1944), House of Dracula (Draculas Haus, 1945) und der Parodie Abbott and Costello Meet Frankenstein (Abbott und Costello treffen Frankenstein, 1948); letztgenannter Film wurde nicht zuletzt durch seine Besetzung mit Bela Lugosi als Dracula und Lon Chaney jr. als Wolfsmensch seinerzeit zu einem der größten Kassenschlager von Universal, bedeutete paradoxerweise aber gleichzeitig das Ende der Horrorfilm-Ära dieser Produktionsgesellschaft.
War Boris Karloff auch der weitaus bekanntere Frankenstein-Darsteller, trugen (und tragen bis heute) Universals Werbeprodukte rund um diesen Filmcharakter meist die markant faltigen Gesichtszüge von Glenn Strange.
Ein Jahr nach dem Erfolg mit Abbott und Costello treffen Frankenstein spielte Glenn Strange erneut ein Monster in einer Horror-Parodie: die Firma Monogram spannte ihn für Master Minds (1949) mit ihrer Komikertruppe „The Bowery Boys“ zusammen.
Mit dem Komiker-Duo Abbott und Costello trat Strange auch noch in den Komödien The Wistful Widow of Wagon Gap (Die Wildwest-Witwe, 1947), Comin’ Round the Mountain (1951) und in der Folge The Vacation (1952) der Abbott and Costello Show auf, sowie in einer Episode der TV-Serie The Colgate Comedy Hour, wo er 1954 in einem Cameo-Auftritt noch einmal das Frankenstein-Monster gab. 
In den 1950er Jahren drehte Strange vor allem für das Fernsehen und trat dort in allen denkbaren Rollen und Genres auf. So blieb er einem jüngeren Publikum durch seine Rolle in Rauchende Colts als Barkeeper Sam im Gedächtnis. Für den Film The Creature from the Black Lagoon (Das Geheimnis vom Amazonas, 1954) von Regisseur Jack Arnold war Strange noch einmal für eine Hauptrolle in einem Horrorfilm im Gespräch; den „Kiemenmenschen“ spielte dann aber der Schwimmer Ricou Browning, der besonders lange die Luft anhalten konnte, weswegen er und nicht der Schauspieler Strange für diese Unterwasserrolle bevorzugt wurde.
Glenn Strange spielte bis zu seinem Lungenkrebstod im Spätsommer 1973 im Alter von 74 Jahren, in mehr als 300 Filmen.

## Filmografie (Auswahl)
- 1930: The Mounted Stranger
- 1931: Die Rancher-Fehde (The Range Fued)
- 1932: Der Falke (Ride Him, Cowboy)
- 1933: Abrechnung in Sonora (Somewhere in Sonora)
- 1934: US Marshal John (The Star Packer)
- 1934: Gesetz der Wildnis (The Law of the Wild)
- 1935: Westwärts! (Westward Ho)
- 1935: Flammende Grenze (The New Frontier)
- 1935: Tal der Angst (Lawless Range)
- 1936: Flash Gordon
- 1937: Carmen in Texas (Trouble in Texas)
- 1937: Der Überfall auf den Goldexpress (Courage of the West)
- 1937: Der Schatz am Meeresgrund (Adventure’s End)
- 1938: Betrüger am Werk (Sunset Trail)
- 1938: Schüsse in der Prärie (In Old Mexico)
- 1939: Jesse James (Days of Jesse James)
- 1940: Teddy the Rough Rider (Kurzfilm)
- 1940: Schwarzes Kommando (Dark Command)
- 1941: Billy the Kid Wanted
- 1942: Die Freibeuterin (The Spoilers)
- 1942: Jukebox-Fieber (Juke Girl)
- 1942: In der Schlucht von Manzanita (Come on Danger)
- 1942: Das gibt es nur in Texas (Texas Trouble Shooters)
- 1942: Beyond the Line of Duty (Kurzfilm)
- 1942: The Mad Monster
- 1943: Botschafter in Moskau (Mission to Moscow)
- 1943: Einsatz im Nordatlantik (Action in the North Atlantic)
- 1943: Der Sheriff von Kansas (The Kansan)
- 1943: Eine Frau für den Marshall (The Woman of the Town)
- 1943: The Black Raven
- 1944: Knickerbocker Holiday
- 1944: The Monster Maker
- 1944: Frankensteins Haus (House of Frankenstein)
- 1944: Das Lied des goldenen Westens (Can’t Help Singing)
- 1945: Spiel mit dem Schicksal (Saratoga Trunk)
- 1945: Draculas Haus (House of Dracula)
- 1947: Sindbad der Seefahrer (Sinbad the Sailor)
- 1947: Endlos ist die Prärie (The Sea of Grass)
- 1947: Zelle R 17 (Brute Force)
- 1947: Hyänen der Prärie (Wyoming)
- 1947: Brennende Grenze (The Fabulous Texan)
- 1947: Michael schafft Ordnung (Heaven Only Knows)
- 1947: Die Wildwest-Witwe (The Wistful Widow of Wagon Gap)
- 1948: Abbott und Costello treffen Frankenstein (Abbott and Costello Meet Frankenstein)
- 1948: California Firebrand
- 1948: Flucht nach Nevada (Four Faces West)
- 1948: Die rauhen Reiter der furchtlosen Legion (The Gallant Legion)
- 1948: Der Superspion (A Southern Yankee)
- 1948: Red River
- 1949: Der Geisterschütze (Rimfire)
- 1949: Master Minds
- 1949–1955: The Lone Ranger (Fernsehserie, 8 Folgen)
- 1950: Im Lande der Comanchen (Comanche Territory)
- 1951: Tal der Rache (Vengeance Valley)
- 1951: Die rote Tapferkeitsmedaille (The Red Badge of Courage)
- 1951: Karneval in Texas (Texas Carnival)
- 1951: Der Cowboy, den es zweimal gab (Callaway Went Thataway)
- 1951: Comin’ Round the Mountain
- 1952: Space Patrol (Fernsehserie, Folge 2x31)
- 1952: Arena der Cowboys (The Lusty Men)
- 1952: Gefährliches Blut (The Lawless Breed)
- 1952: Die Schönste von Montana (Montana Belle)
- 1953: Der große Aufstand (The Great Sioux Uprising)
- 1953: Hölle der Gefangenen (Devil’s Canyon)
- 1953: Der Prinz von Bagdad (The Veils of Bagdad)
- 1953: Schwere Colts in zarter Hand (Calamity Jane)
- 1953: Die schwarze Perle (All the Brothers Were Valiant)
- 1953: Verrat im Fort Bravo (Escape from Fort Bravo)
- 1954: Eisenbahndetektiv Matt Clark (Matt Clark, Railroad Detective) (Fernsehserie, 1 Folge)
- 1954: Kalifornische Sinfonie (Jubilee Trail)
- 1954: Königin der Berge (Cattle Queen of Montana)
- 1954–1959: Im Wilden Westen (Death Valley Days, Fernsehserie, 6 Folgen)
- 1955: Il tesoro della montagna rossa (Treasure of Ruby Hills)
- 1955: Postraub in Central City (The Road to Denver)
- 1955: Der Mann aus Kentucky (The Kentuckian)
- 1955: Der letzte Indianer (The Vanishing American)
- 1955–1960: Wyatt Earp greift ein (The Life and Legend of Wyatt Earp, Fernsehserie, 7 Folgen)
- 1956: Das Geheimnis der fünf Gräber (Backlash)
- 1956: Die erste Kugel trifft (The Fastest Gun Alive)
- 1957: Von Rache getrieben (The Halliday Brand)
- 1957: Zwei rechnen ab (Gunfight at the O.K. Corral)
- 1957: Jailhouse Rock – Rhythmus hinter Gittern (Jailhouse Rock)
- 1957, 1960: Maverick (Fernsehserie, 2 Folgen)
- 1958: Sergeant Preston (Sergeant Preston of the Yukon, Fernsehserie, Folge 3x15)
- 1958: Die Kanaille von Kansas (Quantrill’s Raiders)
- 1958: Sturm über Texas (Terror in a Texas Town)
- 1958, 1959: 26 Men (Fernsehserie, 2 Folgen)
- 1958–1962: Westlich von Santa Fé (The Rifleman, Fernsehserie, 7 Folgen)
- 1959: Ein Schuß und 50 Tote (Alias Jesse James)
- 1959: Der letzte Zug von Gun Hill (Last Train from Gun Hill)
- 1959: Der Herrscher von Kansas (The Jayhawkers!)
- 1959, 1960: Cheyenne (Fernsehserie, 2 Folgen)
- 1959, 1963: Tausend Meilen Staub (Rawhide, Fernsehserie, 2 Folgen)
- 1960: Sugarfoot (Fernsehserie, Folge 4x04)
- 1960: Die Unbestechlichen (The Untouchables, Fernsehserie, Folge 2x11)
- 1961–1973: Rauchende Colts (Gunsmoke, Fernsehserie, 244 Folgen)
- 1963: Der Kardinal (The Cardinal)